# 巨型雪納瑞

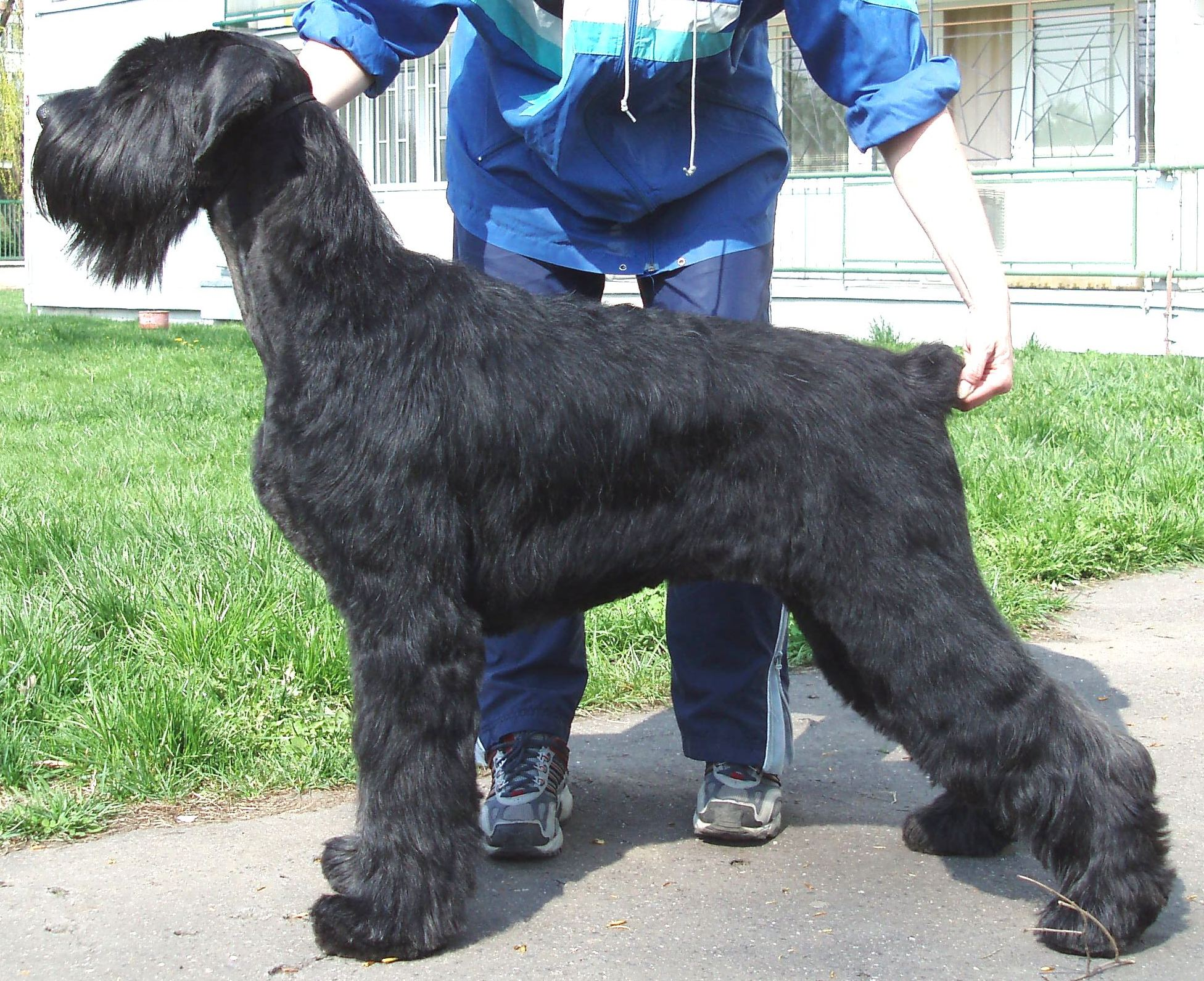

巨型雪納瑞（Giant Schnauzer），亦被喚作慕尼黑雪納瑞（Munich Schnauzer），源自於17世紀德國的一個犬種，是三種雪納瑞中體型最大的品種，其餘兩種為標準雪納瑞和迷你雪納瑞。牠最初是為了協助趕牲畜到市場並守護農民的財產而培育的，在20世紀初開始進入了城市，負責守護釀酒廠、肉店和工廠。牠在巴伐利亞州以外一直鮮為人知，直到第一及第二次世界大戰期間作為軍犬才被世人所認識。